# Spanyolrét

## Spanyolrét
Budapest XI. kerületének legdinamikusabban fejlődő városrésze, amely a Spanyolréti-árok sekély völgyében helyezkedik el, közvetlenül Budaörs szomszédságában. Természetes domborzati adottságai miatt sokkal csendesebb környezetet biztosít, mint a környező magasabban fekvő városrészek, például Madárhegy.

### Ingatlanfejlesztések és lakókörnyezet
Az elmúlt években Spanyolréten jelentős ingatlanfejlesztések zajlottak. A városrészben modern, luxus társasházak, kisebb lakóparkok és exkluzív családi házak, villák épültek, amelyek vonzóvá teszik a területet a magas színvonalú lakhatást keresők számára. Az ingatlanok gyakran panorámás kilátást nyújtanak a Budai-hegységre, és a legújabb építészeti trendeknek megfelelően épültek.
Az egyik kiemelkedő fejlesztés itt a Sasad Resort, amely modern, tágas lakásokat kínál, és közvetlenül a Rupphegy természetvédelmi terület mellett helyezkedik el. A lakóparkhoz tartozik egy 8000 négyzetméteres privát szabadidőpark, amely kizárólag a lakók számára elérhető, és számos kikapcsolódási lehetőséget biztosít, mint például sportpályák, futópálya, szabadtéri edzőterem, pingpongasztalok és játszóterek.
- Beépíthetőség: A beépíthetőség mértéke a Budaörsi úttól távolodva csökken. A természetvédelmi területhez közeledve a nagyobb társasházakat kisebb méretű, 4-6, illetve 6-7 lakásos luxustársasházak és családi házak váltják fel. Ez a szabályozás biztosítja a környezet természetközeli jellegének megőrzését, miközben lehetőséget nyújt a modern lakóingatlanok kialakítására.

Ezek a fejlesztések és szabályozások hozzájárulnak Spanyolrét vonzerejének növeléséhez, különösen azok számára, akik értékelik a természet közelségét és a magas színvonalú lakhatást.

## Természeti adottságai és szabadidős lehetőségek
Spanyolrét egyik különleges vonzereje természeti adottságaiban rejlik. A városrész dombos, ligetes rétek és erdős területek váltakozásával kínál ideális környezetet a kikapcsolódásra.
A területen található egy gyepfüggő fás-cserjés rét, amelyet különösen kedvelnek a gyerekek és a kutyát sétáltatók. A rét tágas, szellős elrendezése miatt sárkányeregetésre is kiválóan alkalmas. Tavasszal és nyáron a terület gazdag vadvirágokban, többek között pipacsokban, amely látványos, élénkpiros színű virágmezőt alkot.

### Összegzés
Spanyolrét egy modern, exkluzív lakókörnyezetet kínáló városrész, amely Budapest és Budaörs határán helyezkedik el. Kiváló közlekedése, csendes és természetközeli fekvése, valamint minőségi ingatlanfejlesztései miatt kiemelkedő életminőséget biztosít lakóinak.

## Fekvése
A városrész Budapest délkeleti peremén található, határai a következők:
- Nyugaton: a Törökbálinti út Budapest közigazgatási határától,
- Északon: a Rupphegyi út,
- Keleten: a Budaörsi út,
- Délen: ismét Budapest határa a Törökbálinti útig.

Spanyolrét kiváló közlekedési kapcsolatokkal rendelkezik. A közeli Budaörsi út és Törökbálinti út révén könnyen megközelíthető Budaörs, valamint Budapest XII. kerülete. Tömegközlekedési lehetőségei is kedvezőek, több buszjárat is érinti a területet, amelyek gyors összeköttetést biztosítanak a főváros más részeivel.
Spanyolrét főbb utcái:
- Spanyolrét út: A városrész egyik központi utcája, amelyről könnyen elérhetők a környező területek. budapest11kerulet.terkep.pro
- Rupphegyi út: A Rupp-hegy irányába vezető út, amely mentén több új építésű ingatlan is található.
- Törökbálinti út: Ez az útvonal összeköti Spanyolrétet Budapest más részeivel, valamint Budaörssel.
- Budaörsi út: Fontos közlekedési útvonal, amely a városrész keleti határát jelöli.

## Története
A terület eredeti neve Spaniolwiese volt, amely német eredetű elnevezés. Az 1847. évi budai dűlőkeresztelő során kapta a mai Spanyolrét nevet.
Spanyolrét és környéke gazdag régészeti múlttal rendelkezik, amit számos ásatás és lelet bizonyít. Az alábbiakban részletesen bemutatom a területen feltárt jelentősebb régészeti leleteket és azok helyszíneit.
Újkőkori (neolitikum) település nyomai
2016-ban, egy társasház építése során, eddig ismeretlen újkőkori lelőhelyet fedeztek fel Spanyolréten. A Budapesti Történeti Múzeum munkatársai az építkezés területén egy körülbelül 7000 éves település maradványait azonosították. A következő években további két társasház alapozásánál is végeztek feltárásokat, amelyek megerősítették a neolitikus település létezését. https://index.hu/belfold/2021/11/10/hetezer-eves-falu-romok-budapest/?token=5ab7831f04fdddb404db4ca799024a9c
Kelta és római kori leletek
Az elmúlt évek építkezései során Spanyolréten és a szomszédos Madárhegy Budaörs felé eső oldalán késő kelta és római császárkori lelőhelyeket tártak fel. A feltárások során Kr. u. I–II. századi kelta településnyomokat, például veremházakat, tároló- és szemétgödröket azonosítottak. Emellett egy észak–déli irányú út maradványait is megtalálták, amelynek szélén egy oltárkövet tartalmazó kisebb kőépület állt. https://pestbuda.hu/cikk/20210515_honfoglalas_kori_veret_es_kozepkori_ermek_kerultek_elo_egy_xi_keruleti_epitkezesen
Honfoglalás kori és középkori leletek
2021-ben, Spanyolrét és Madárhegy találkozásánál, a Rupp-hegyre felvezető területen, a Sasad Resort 6. ütemének építkezését megelőző feltárás során egy ötször öt méteres épület kőből rakott alapozását tárták fel. Az épület környezetében egy honfoglalás kori veret és középkori pénzérmék is előkerültek, jelezve a terület folyamatos lakottságát a különböző történelmi korszakokban. https://pestbuda.hu/cikk/20200606_romai_villagazdasag_kelta_elozmenyekkel_leleteket_talaltak_budaors_hataraban

## Rupphegyi út elnevezése
A Rupphegyi út és a Rupp-hegy elnevezése Rupp Györgyről származik, aki terménykereskedőként a 19. században birtokolta ezt a területet. Rupp György vagyonos ember volt, nagy múltú polgári família sarja, aki az 1873-as adójegyzék szerint Budapest egyik legnagyobb adófizetője volt. A Rupphegyi út jelenlegi nevét 1946. január 1-jén kapta, korábban 58. utcaként ismerték. archiv.budapest.hu

## Városrész fejlesztése
Rupphegyi út csomópontjának fejlesztése A Rupphegyi úti csomópont átalakítása 2025 márciusában kezdődött meg, miután a környéken élők és közlekedők számára régóta fennálló forgalmi problémák megoldására tervezési és egyeztetési folyamatok zajlottak. A beruházást a Sasad Resort by Cordia és Újbuda Önkormányzata közösen valósítja meg.
A fejlesztés során a Budaörsi út–Rupphegyi út–Virágkertész utca közötti szakasz átépítése és kiszélesítése valósul meg, valamint a Rupphegyi út háromsávos csatlakozást kap. A csomópont forgalmát jelzőlámpás irányítás segíti majd.
Fejlesztések:
- Közvilágítás korszerűsítése
- Új szennyvíz- és csapadékvíz-csatorna kiépítése
- Buszmegállók áthelyezése
  - A centrum irányú megálló 20 méterrel Budaörs felé kerül át.
  - A Budaörs irányú megálló a Rupphegyi út és a Virágkertész utca közé kerül.
- Új gyalogátkelőhelyek a Budaörsi úton és a Rupphegyi úton.
- Budaörsi út kiszélesítése: egy új egyenes sáv a centrum felé és egy balra kanyarodó sáv a Rupphegyi útnál.

A megújult útszakasz várhatóan 2025 június végére elkészül, míg a végső munkálatok – járdák és zöldfelületek rendezése – augusztus végére fejeződnek be.

## Természetvédelmi területek és kirándulóhelyek
A környék számos védett természeti területtel és kilátóval rendelkezik.

#### Rupp-hegy Természetvédelmi Terület
- Egy 8 hektáros természetvédelmi terület, ahol 38 védett növényfaj, köztük sok orchidea található.
- A hegytetőről csodálatos panoráma nyílik Gazdagrétre és Budaörsre.

#### Ördögorom Természetvédelmi Terület
- Egy sziklás, meredek hegyvidéki terület, ahol egy tanösvény vezet végig.
- Az útvonal természeti érdekességeket mutat be, de meredek szakaszai miatt nehezebb terep.

#### Kamaraerdő
- A XI. kerület déli részén található, és tökéletes hely kirándulásokhoz és erdei sétákhoz.
- Tanösvények, sétautak és sportolási lehetőségek is várják az idelátogatókat.

#### Hárs-hegyi kilátók
- Nagy-Hárs-hegy (Kaán Károly-kilátó) és Kis-Hárs-hegy (Makovecz Imre-kilátó) egyaránt lenyűgöző kilátással rendelkezik.
- Könnyen elérhetők a Szépjuhászné buszmegállótól indulva.

#### Normafa
- Az egyik legismertebb budapesti kirándulóhely, ahonnan lélegzetelállító kilátás nyílik a városra.
- Télen szánkózásra és síelésre is alkalmas, nyáron pedig piknikezéshez és túrázáshoz kiváló.

#### Apáthy-szikla
- Egy különleges sziklaképződmény a II. kerületben, amely lenyűgöző kilátópontként is szolgál.
- Különleges geológiai formációk és ritka növényfajok találhatók itt.